# Vobiscum Satanas
| Оценки критиков | Оценки критиков |
| Источник        | Оценка          |
| --------------- | --------------- |
| About.com       | [ 1 ]           |
| Allmusic        | [ 2 ]           |

Vobiscum Satanas — второй студийный полноформатный альбом шведской группы Dark Funeral. В США альбом официально издан 23 июня 1998 года. В Бразилии альбом был издан вместе с мини-альбомом 2000 года Teach Children To Worship Satan, а также с видеоклипом на композицию «An Apprentice of  Satan». В 2007 году альбом был ремастирован и переиздан лейблом Regain Research Records лимитированным тиражом в 3000 экземпляров. Это переиздание содержало 4 бонус-трека.

## Список композиций
1. «Ravenna Strigoi Mortii» — 04:27
2. «Enriched by Evil» — 04:43
3. «Thy Legions Come» — 04:13
4. «Evil Prevail» — 04:28
5. «Slava Satan» — 03:59
6. «The Black Winged Horde» — 04:38
7. «Vobiscum Satanas» — 05:00
8. «Ineffable King of Darkness» — 03:38
9. «Enriched by Evil» (Концертное выступление на Hultsfred Festival)[3]
10. «Thy Legions Come» (Концертное выступление на Hultsfred Festival)[3]
11. «Vobiscum Satanas» (Концертное выступление на Hultsfred Festival)[3]
12. «Ineffable King of Darkness» (Концертное выступление на Hultsfred Festival)[3]

## Участники записи
- Lord Ahriman — гитара
- Emperor Magus Caligula — бас, вокал
- Alzazmon — ударные
- Typhos — гитара